# Francesco Conz
Francesco Conz (* 1935 in Cittadella bei Padua; † 5. April 2010 in Verona) war ein Sammler und Verleger des Wiener Aktionismus, der Fluxusbewegung, der konkreten, Visuellen- und Lautpoesie.

## Leben und Wirken
Francesco Conz entstammt einer gutbürgerlichen österreichisch-ungarischen Familie, die im 19. Jahrhundert unter Thurn und Taxis  das Monopol besaß, Pilgerreisen zwischen Innsbruck und Padua zu organisieren. In einem der Orte an der Route, in Citadella bei Padua, wurde er geboren. Er studierte Wirtschaft und Jura an der Università Cattolica del Sacro Cuore in Mailand. Eine Europareise führte ihn nach Paris, wo er als Angestellter des Duke of Windsor und Wallis Simpsons in ihrem Pariser Exil einige Monate deren umfangreiche Bibliothek benutzen durfte und ein Interesse für die Schnittstellen zwischen Kunst und Literatur entwickelte. Anschließend arbeitete er als Schaufenster-Dekorateur in London in den Kaufhäusern der Firma LIBERTY in der Regent Street. Später ging er nach Deutschland, wo er als Kameragehilfe beim Deutschen Fernsehen in Hamburg angestellt war. In Spanien besuchte Conz die Internationale Universität Menéndez Pelayo, eine Sommeruniversität, und studierte dort Literatur.
Nach seiner Rückkehr nach Italien eröffnete Francesco Conz 1972 eine Galerie in Venedig, wo er italienische Popart-Künstler ausstellte. Im selben Jahr lernte er in Berlin Joe Jones, Komponist und Fluxus-Mitglied, René Block und Günter Brus kennen; letzterer vermittelte ihm die Begegnung mit Hermann Nitsch. Conz schloss seine Galerie in Venedig und mietete den Palazzo Baglioni in Asolo, einem historischen Ort bei Venedig und Treviso. Das war der Beginn der heutigen Sammlung und des heutigen Archivs. Er lud Künstler ein, um Aktionen, Happenings und andere Arbeiten direkt in Asolo zu machen. Joe Jones lebte dort sieben Jahre, Takako Saito blieb für sechs Monate. Weitere Künstler waren Hermann Nitsch, der dort seinen Asoloraum erarbeitete, Günter Brus stellte in Asolo neun Holztafeln her, betitelt „I Cardinali“ oder auch „La Croce del Veneto“. Weitere Besucher waren Otto Muehl, Walter Marchetti, Juan Hidalgo, Nam June Paik, Charlotte Moorman, Daniel Spoerri, Edith Adam, Ludwig Hoffenreich, Al Hansen, Jon und Geoffrey Hendricks oder Kosugi. Viele andere besuchten ihn, wie Peter Moore, Alison Knowles, Bob Watts, Philip Corner, Gerhard Rühm, Carolee Schneemann, Milan Knížák, Jackson MacLow, Ay-O, Vincent Trasov, Emmett Williams und Ann Noël.
Im Jahr 1974 reiste er zusammen mit Günter Brus, Hermann und Beate Nitsch nach New York, wo er John Cage, George Maciunas, Jonas Mekas und andere Künstler der New Yorker Avantgarde-Szene kennenlernte. Bis 1979 lebte Conz in Asolo, anschließend ließ er sich in Verona nieder. 1987 initiierte er in Meran auf Schloss Brunnenburg, dem Sitz der Familie Pound, gemeinsam mit 60 internationalen Poeten eine „Hommage für Ezra Pound“. Francesco Conz lebte lange in Verona. Dort starb er im April 2010.

## Sammlung Conz
Conz hatte bereits in Asolo begonnen eine Sammlung und ein Fotoarchiv anzulegen, welche über 500 Editionen und Dokumentationen von Künstlern enthalten. Arbeiten auf Papier von Künstlern, wie zum Beispiel Decio Pignatari, Augusto und Heroldo de Campos, Eugen Gomringer, Dick Higgins, Jackson Mac Low, Henri Chopin, Bernhard Heidsieck, Isidore Isou und Mieko Shiomi, bilden ein Archiv für konkrete Poesie. Auch Künstlergruppen wie Gorgona, Once group und die Guerrilla Art Action Group von Jon Hendricks und Jean Toche sind in der Sammlung repräsentiert.
Einige Editionen überließ Conz den Museen, so dem Queensland Museum in Brisbane (Australien), dem Museum für Moderne Kunst in Zagreb, dem Ciculo de Belles Artes in Madrid und dem Museion in Bozen. 2007 machte er eine Ausstellung in Verona über die PIANOFORTE LETTRISTI, eine Hommage an den Gründer des Lettrisme, Isidore Isou.

## Ehrungen
Die Montfort University, London, verlieh Francisco Conz 1999 das Doktorat honoris causa für seine Leistungen im Bereiche der Kunst.

## Kunsteditionen
- Gerhard Rühm, Automatische Zeichnungen, 1976/1985, Auflagenedition 50 + 5
- Robert Watts, ohne Titel (Brüste im Kasten), 1989, Silikonobjekt in Holzbox, Auflage 100
- Thomas Bayrle, Kreuz-Madonna, 1988, Serigrafie auf Leinen im Format 200 × 146 cm
- Hermann Nitsch, Das letzte Abendmahl, 1983, Serigrafie auf Originalrelikt in schwarz und rot, 160 × 400 cm (Sammlung Albertina, Wien)

## Bucheditionen
- Daniel Spoerri, Francesco Conz, Bernhard Johannes Blume: Zehn bis zwölf (und wenn man richtig liest alle) Hirnrezepte, 1987
- Geoffrey Hendricks, From sea to sky: recasting the riace bronzes, 2005 ISBN 0-941422-01-1

## Schriften
- mit Wayne Barewaldt: Francesco Conz Intermedia, Ram Pubns & Dist, 2001, ISBN 9780724278138
- mit Nicholas Zurbrugg, Nicholas Tsoutas: Fluxus!, Institute of Modern Art, Brisbane, Australien, 1990 ISBN 9780958864084

## Ausstellungen
- 2006 Edizioni Francesco Conz, Leinwände–Works on Cloth, 2006 Museion Museum für moderne und zeitgenössische Kunst, Bozen
- 2024 Holy Fluxus. Aus der Sammlung Francesco Conz, St.-Matthäus-Kirche (Berlin-Tiergarten)